# حقیقت و عدالت (فیلم ۲۰۱۹)
حقیقت و عدالت (استونیایی: Tõde ja õigus) یک فیلم در ژانر درام به کارگردانی تانل توم است که در سال ۲۰۱۹ منتشر شد.